# Sual
Sual è una municipalità di prima classe delle Filippine, situata nella Provincia di Pangasinan, nella regione di Ilocos.
Sual è formata da 19 baranggay:
- Baquioen
- Baybay Norte
- Baybay Sur
- Bolaoen
- Cabalitian
- Calumbuyan
- Camagsingalan
- Caoayan
- Capantolan
- Macaycayawan
- Paitan East
- Paitan West
- Pangascasan
- Poblacion
- Santo Domingo
- Seselangen
- Sioasio East
- Sioasio West
- Victoria